# Cal Turull (Veciana)
Cal Turull és una masia de Veciana (Anoia) inclosa a l'Inventari del Patrimoni Arquitectònic de Catalunya.

## Descripció
Masia formada per un parell d'edificis que constitueixen la part principal i d'altres auxiliars, construït tot en pedra i clos per un petit baluard.
Destaquen les arcades de la galeria del cos posterior de la casa. Fora del conjunt hi ha un cobert de pedra restaurat (nova teulada de teula) amb un arc de punt rodó de notables dimensions.
També destacar de la casa les lloscun del fets amb pedra i una data inscrita, del 1895, en una finestra de la façana lateral.